# Lapinsaari (ö i Finland, Norra Savolax, Norra Savolax, lat 63,92, long 27,66)
Lapinsaari är en ö i Finland. Den ligger i sjön Raudanvesi och i kommunen Sonkajärvi i den ekonomiska regionen  Övre Savolax ekonomiska region  och landskapet Norra Savolax, i den centrala delen av landet, 400 km norr om huvudstaden Helsingfors. Öns area är 0,9 hektar och dess största längd är 250 meter i öst-västlig riktning.